# 布里安特奧球場
布里安特奧球場（義大利語：Stadio Brianteo，由於贊助原因自2020年9月起被稱為U-Power球場），是一座位於意大利蒙扎的多功能體育場，目前是蒙扎足球俱乐部的主場，建於1988年，可容納16,917名觀眾。體育場主要用於足球比賽，也被用於橄欖球比賽、音樂會。